# Serge Bertocchi
Serge Bertocchi, né le 24 septembre 1961 à Albertville, est un saxophoniste et enseignant français.

## Éléments biographiques
Titulaire du premier prix de saxophone et de musique de Chambre du Conservatoire national supérieur de musique et de danse de Paris, lauréat de concours nationaux et internationaux, il a travaillé avec diverses personnalités musicales du monde classique, contemporain ou jazz : R. Aitken, Jean-Pierre Drouet, Daniel Deffayet, C. Lardé, Yochk’o Seffer, François Jeanneau…
Il a fondé les ensembles XASAX, Ars Gallica, le Trio de Barytons (Corneloup/Lazro/Bertocchi), le Newt Hinton ensemble, le “Sous-ensemble flou”, Amiens Sax Project (12 sax) ; il est aussi membre des orchestres de Yochk'O Seffer, du groupe Art Zoyd, du quartet FMR et de l’ensemble Musiques Nouvelles (Mons).
Soliste, chambriste ou improvisateur, il joue en Europe, Amérique du Nord, Asie…
Il a créé près de 150 pièces nouvelles et collabore avec de nombreux compositeurs : Georges Aperghis, Luciano Berio, Elliott Carter, Iannis Xenakis, Toru Takemitsu, Klaus Huber, Denis Badault, Kasper T. Toeplitz, Salvatore Sciarrino, Giorgio Netti, Pierre-Adrien Charpy, Marie-Hélène Fournier, Jacques Lejeune, Sophie Lacaze…
Professeur à Amiens depuis 1985, il se spécialise dans la pédagogie de la musique contemporaine, est l'auteur de divers recueils pédagogiques.
Serge Bertocchi a été président de l'A.SAX (Association des Saxophonistes).
Il s'est spécialisé dans les instruments extrêmes ou rares de la famille des saxophones : tubax (nouveau sax contrebasse), sopranissimo en Bb (ou Soprillo), C-melody ou ténor en Ut, soprano en Ut, Mezzo-Soprano en Fa, instruments "vintage"…
35 CD chez WERGO, ZigZag Territoires, Ligia Digital, hat[now]ART, Erol Records, ARTEFACT…

## Créations
Voir également la page consacrée à Xasax.

### Opéras
- Angels in America Peter Eötvös Opéra 60 min, 23, 26 et 29/11/2004 Châtelet
- Cronaca del luogo Luciano Berio Opéra (azzione musicale) 85 min, 22/07/99 Salzbourg
- Le Marin Xavier Dayer Opéra : 3 chanteuses, 3 solistes (Cl Bs, vc, A) et ensemble 80 min, Genève 1999
- Les péripéties des UBU Jacques Lejeune 3 voix, 2 sax et support enregistré 60 min, 2002 Radio-France

### Concertos
- Hesabeba Denis Badault SATB /batterie + orchestre d'harmonie 25 min
- L'été du Sax Denis Badault SATB /batterie + orchestre d'harmonie 30 min
- Facteur d’échelle Marie-Hélène Fournier Tbx, 2 Instr élec, ens. crds 13 min, 2002
- Cueillis par la mémoire des voûtes Alfred Zimmerlin 4° sax et orch à cordes 30 min, 2007

### Théâtre Musical
- La vie des Saints aux bars des Hôtels Pierre Boeswillwald A/T/cl/Comédienne / Bde 45 min, 1989
- Supplément Nécessaire Marie-Hélène Fournier B, 2Perc, Hp, vx S Théâtre Musical 45 min, 1990
- Aliénage Marie-Hélène Fournier S improvisé, 4 danseurs / Bande Danse, Bde 30 min, 1987
- La Voix des Gens Nicolas Frize 12 voix, sax, cl, bn, perc 60 min, 1996
- A table ! ! Jacques Lejeune 2B 30 min, 1999
- Temps Bleu Dominique Clément 4 sax solistes, 40 sax 60 min, 2004

### Ensemble
- Contes d'Andersen Pierre-Adrien Charpy Sax, Cl, Fl, Vc, 70 min, 2004
- S'il est vrai que l'avenir ou le passé soient, où sont-ils ? Dominique Clément, 12 min, 1996
- In Memoriam Charles Bukowsky Eric De Clercq, 13 min, 1995
- Y Esas Ganas Tremendas Eric De Clercq, 45 min, 1998
- Shanghaï revisited talks II Daniel Denis, 10 min, 2002
- 2 poèmes de Michel de Smet Jean-Baptiste Devillers, 14 min, 1996
- Song Moritz Eggert, 5 min, 1996
- Lettre Soufie : Gh Jean-Luc Fafchamps, cl, B(A), vn, va, vc, 15 min, 2004
- Frankenstein Marie-Hélène Fournier, Sax, Cl, perc et P°, 60 min, 2002
- It is, That is, This is Jean-Charles François, 17 min, 1996
- Duel à la recherche du Chant Sacré Gérard Garcin, 12 sax solistes (+ 70) 15 min, 1991
- Amers Christophe Havel, Ens. de 12 Sax, 10 min, 1994
- “Expériences de vol #4 Zbigniev Karkowski, 10 min, 2002
- EZAZ Phill Niblock Tbx, 2 Instr élec, ens. Crds, 22 min, 2002
- Metropolis Gérard Hourbette/Patricia Dallio/Kasper Toeplitz : Art Zoyd, 105 min, 2001
- Madness and the Moonwoman Vanessa Lann, 14 min, 1994
- Leuk le lièvre Frédérik Martin sax B, Tp, Vc, bs, perc, 60 min
- Rose des Vents Pierre Mariétan 8 sax sur Bde, 5 sax live, 1982
- Récit d'un naufragé Sergio Ortega B+récitant / S°SATBsCBs, 15 min, 1990
- Changement de viande réjouit le cochon Ernest H. Papier, 5 min, 1995
- Joe's honeymoon ride Dan Warburton, 5 min, 1996
- Quatuor de Trios Fernand Vandenbogaerde 12 instr dont B, 15 min, 1993
- Heeendriiiix Fabien Téhéricsen vn, va, vc, 2 sax (SB, AB), perc, 90 min, 2007
- Nombreuses pièces de Yochk'O Seffer au sein du Septuor de Saxophones, de Sculptophonies, Europa quartet, Big Band Yog…

### Musique de chambre
- Le jeu des 7 Musiques Alain Louvier A / STB, 11 min, 1986
- The Evidence John Bostock SATB, 10 min, 2003
- Pastorale (version sax) Elliott Carter A/P°, 8 min, 1991
- Tell François Corneloup BBB, 8 min, 2001
- Fredon François Corneloup BBB, 5 min, 2000
- Didascalie François Corneloup BB, 10 min, 2000
- Il arrive qu'un crocodile rêve sur la rive Sylvie Cohen S/P°/CBs, 5 min, 1993
- Folksong 2 François Thuillier version Soprillo et Tuba, 4 min, 2008
- Capriccio Tchai Sen Ton T/P°, 7 min, 1994
- Trio Tran H. Vo sax S/cor/tuba, 4 min, 1996
- BBB Daunik Lazro, 10 min, 2001
- Con Brio Bruno Giner vc, B, perc / Bde, 20 min, 1992
- Eté Mihai Mitrea-Celarianu SATB (ou Bs), 9 min, 1990
- Spin Ricardo Nillni SAATB, 7 min, 1989
- Perceval (ou la réponse sans question) Jean-Louis Petit SATB, 10 min, 1987
- Duos d'une falaise entre le ciel et la mer Annabelle Playe vx/ S / P°, 6 min, 1994
- Central Europ René Potrat SATB Ars Gallica, 7 min, 1998
- Nebmaat Alberto Posadas cl, S(T), vn, va, vc, 13 min, 2004
- … pour quatuor de saxophones Ricardo Rapoport SATB, 6 min, 1988
- L'Onde et la Lumière Gilles Raynal SATB + Chœur, 6 min
- Caccia Étienne Rolin A, T, echantillonneur, 12 min, 1991
- Ximix François Rossé 2S, 5 min, 1997
- Bertyi Kilieto François Rossé Tuba et tubax, 10 min, 2009

### Saxophone et supports enregistrés
- Saxanzesse Jean-Marie Colin B / synthétiseurs automatisés, 10 min, 1990
- Hippogriffe III Marie-Hélène Fournier S+B+texte / Bande Théâtre Musical, 11 min, 1989
- 5 Muses Marie-Hélène Fournier S+A+T /Bde, 15 min, 1991
- Rebonds Philippe Gisselmann B / Ordinateur, 15 min, 1990
- Frøz#5 Kasper Toeplitz Tubax/ordi, 7 min, 2002
- L'incertitude de l'ombre Étienne Saur Tbx+ Bde, 2008

### Solo
- Le soupir de la vache Pierre-Adrien Charpy Tubax, 7 min, 2004
- Saxotaure Christian Eloy A, 7 min, 1986
- Why? (The muted silence) Eric De Clercq B (+ caisse claire, bouteille de genièvre), 9 min, 1994
- Corps noir convexe Marie-Hélène Fournier Tbx, 12 min, 2002
- Horoscope Marie-Hélène Fournier A, 3 min, 30 s 1986
- Le fusain fuit la gomme Marie-Hélène Fournier B, 15 min, 1999
- Yod Bruno Giner B, 8 min, 1993
- Cicutine (Conte n°7) Marie-Hélène Fournier voix, 3 min, 37 s
- Conte à Musique n°10 Marie-Hélène Fournier voix, 2 min, 13 s
- Suite Gérard Gastinel A (version intégrale), 10 min, 1983
- Never wait to pull a weed Vinny Golia Tbx, 5 min, 2002
- Hors temperament Alexandro Kalogeras B, 9 min, 1990
- Vianàssa Henri Kergomard B, 7 min, 1997
- Voyelles Sophie Lacaze A, 5 min, 30 s 2014
- No Limits Robert Lemay Tbx, 10 min, 2003
- Mandala André Serre-Milan Mezzo-sop, 10 min, 2009
- Song of wishes Young-Wha Son S, 6 min, 1987
- Egérie Multigam Marc Steckar B, 6 min, 2008
- Diverses pièces de Patrice Tont (A, S, B) de 1988 à 1990
- Copeaux Mihail Malt B, 6 min, 1998
- Unbekannt Sergio Pallante B, 9 min, 1996
- Chi va Piano va Saxo François Popineau B/P° passif, 8 min, 1994
- Puzzle Pulse Étienne Rolin A, 5 min, 1992
- de Baryton Olivier Rouzet B, 11 min, 2009
- Distance Toru Takemitsu (version pour S), 10 min, 1999
- Passion & Warfare Andreas van Zoelen Tbx, 4 min, 2003